# Vilém Petrželka
Vilém Petrželka (Brno, 10 de setembre de 1889 - Brno, 10 de gener de 1967), va ser un compositor txec.
Petrželka va ser alumne de Leoš Janáček, Vítězslav Novák i Karel Hoffmeister. A partir de 1914 va impartir classes de composició en el conservatori, l'Acadèmia de Música i Arts Dramàtiques Janáček i de la societat filharmònica de Brno.
Va compondre una òpera, un drama simfònic, quatre simfonies i dues sinfoniettas, música de cambra, cantates, obra coral i cançons.

## Treballs seleccionats
Orquestra
- Pochod bohémů (Marxa dels bohemis) (1919)
- Večný návrat, Simfonia en tres parts, Op.13 (1922-1923)
- Dramatická ouvertura (Preludi drammàtic), Op.26 (1932)
- Partita per a orquestra de cordes, Op.31 (1934)
- Moravský tanec (dansa de Moràvia)
- Pastoral symfonietta, Op.51
- Simfonia, Op.56 (1955-1956)[2]

Concertant
- Concert per a violí i orquestra, Op.40
- Música de cambra
- Quartet de cordes a B ♭ major, Op.2
- Quartet de corda a Do menor, Op.6
- Zimní nálada (Humor d'hivern) per a violí i piano (1907)
- Z intimnych chvil (Per a moments d'intimitat), 3 Peces per a violí i piano, Op.9 (1918)
- Fantasia per a quartet de cordes, Op.19 (1927)
- Sonata per a violoncel sol, Op.23 (1930)
- Sonata per a violí i piano, Op.29 (1933)
- Trio de piano, Op.32 (1937)
- 4 Impromptus per a violí i piano, Op.36 (1940)
- Divertiment per a quintet d'instruments de vent, Op.39 (1941)
- Serenada per a flauta, oboè, clarinet, trompa, fagot, violí, viola, violoncel i contrabaix (1945)
- Quartet de corda No.5, Op.43 (1947)
- Dve skladby (2 Peces) per a violoncel (o viola) i piano, Op.45 (1947)
- Miniatúria per a quintet d'instruments de vent (1953)
- Sonatina per a violí i piano (1953)
- Suite per a quartet de cordes[2]

Piano
- Andante cantabile
- Drobné klavírní skladby
- Svatební suita (Suit nupcial) (1912)
- Písně poezie i prozy (Cançons en vers i prosa), Op.8 (1917)
- Suite para piano, Op.22 (1943)
- Pět prostých skladeb, Op.47
- Pět nálad (5 estats d'ànim), Op.55 (1954)[2]

Vocal
- Živly (Elements), Cicle de cançons per a baríton i orquestra, Op.7 (1917)
- Samoty duše (Soledat del cor; Einsamkeiten der Seele), 4 cançons per a veu i piano, Op.10 (1919)
- Cesta (El camí), Cicle de cançons per a tenor i orquestra de cambra, Op.14 (1924)
- Dvojí noc - Odpočinutí per a veu i piano, Op.25
- Prírodní snímky (Imatges naturals), Cicle de cançons per a veu i piano, Op.30 (1933)
- Pisne milostné (Cançons d'amor) per a veu i piano, Op.35 (1943); paraules de Bábá Táhir Urján
- Pisne v lidovom tónu (Cançons en to folklòric) per a veu i piano
- Štafeta per a veu i quartet de corda[2]

Coral
- Jitřní píseň (Cançó del matí) per a cor masculí i piano
- Námořník Mikuláš, Oratori (drama simfònic) per a solistes, narrador, cor mixto, orquestra, orquestra de jazz i orgue
- Slováckou pěšinou, Cançons populars per a cors d'homes, Op. 12 (1921)
- To je má zem per a cor d'homes, Op.37; mots de Jaroslav Zatloukal[2]